# Menahem Mendel Diesendruck
Menahem Mendel Diesendruck (Stryi 30 de junho de 1902 – São Paulo 30 de abril de 1974 ), foi rabino da Comunidade Israelita de Lisboa, e rabino de várias comunidades judaicas em São Paulo; cantor barítono, pesquisador e ativista sionista.

## Biografia

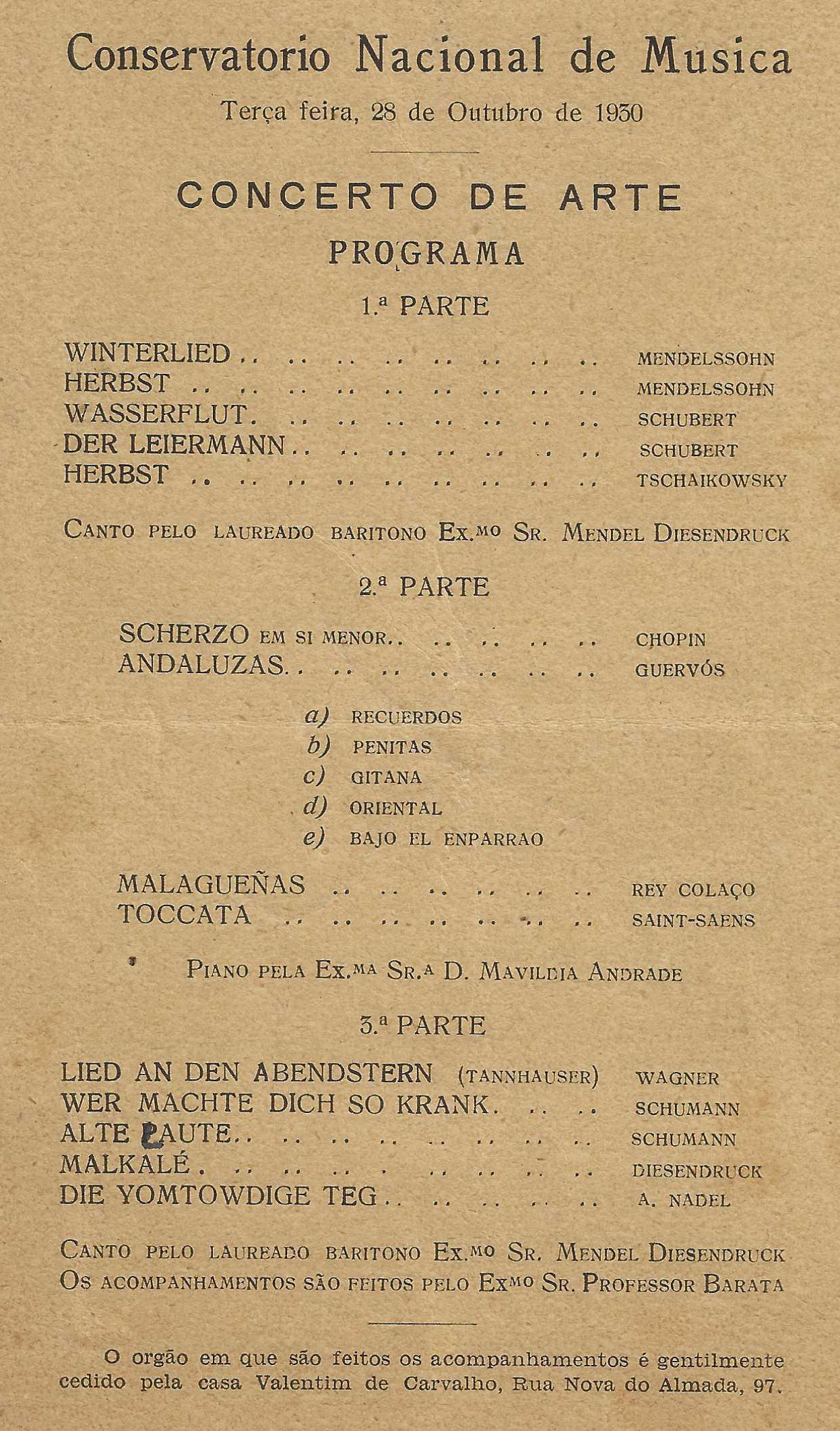
Programa de concerto musical do Conservatório Nacional de Música, com a participação de Diensendruck. Lisboa, Outubro de 1930.

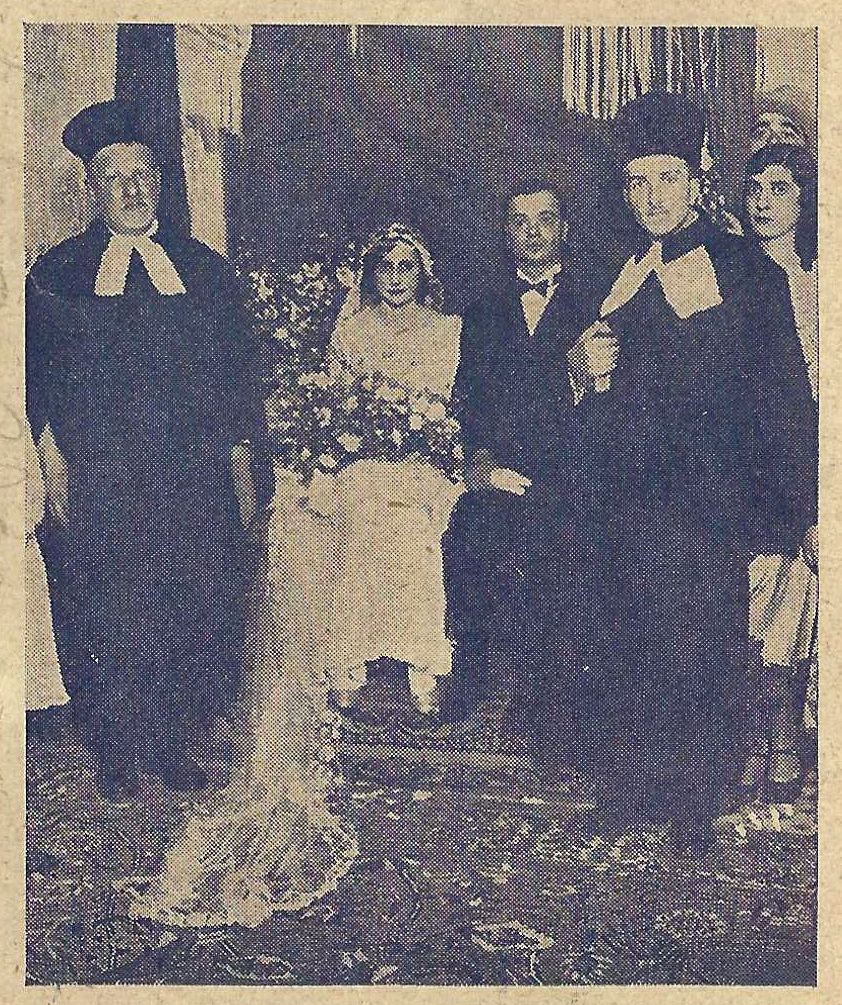
Rabino Menahem Dieseandruk (à direita) e Rabino Abraham Castel, conduzindo um casamento na Comunidade Israelita de Lisboa, 1931.

O rabino Menahem Mendel Diesendruck nasceu em 1902 em Stryi, Galícia, filho de Avraham Hacker e Liba Judith Diesendruck. Em 1911 sua família mudou-se para Viena, onde estudou na Escola Rabínica sob a orientação do rabino Zwi Perez Chajes, rabino de Viena. Estudou também com seu tio, o rabino Dr. Moshe Wundermann, e foi ordenado rabino em 1927. Simultaneamente aos seus estudos rabínicos, adquiriu formação musical em composição e canto no Conservatório de Viena (Universidade de Música e Performances Artísticas de Viena), sob a orientação de Max Klein.
Participou dos movimentos juvenis sionistas em Viena e, entre outros, foi membro da sociedade "Ahavat Zion", onde também conheceu a sua futura esposa, Helena (Elisheva Tzvia) Einhorn. Casaram-se em Antuérpia em 1927.
Entre 1927 e 1930 viveu na Bélgica e em 1928 recebeu sua primeira congregação em Antuérpia, onde estudou tambem com o rabino Avigdor Amiel .

## Em Portugal

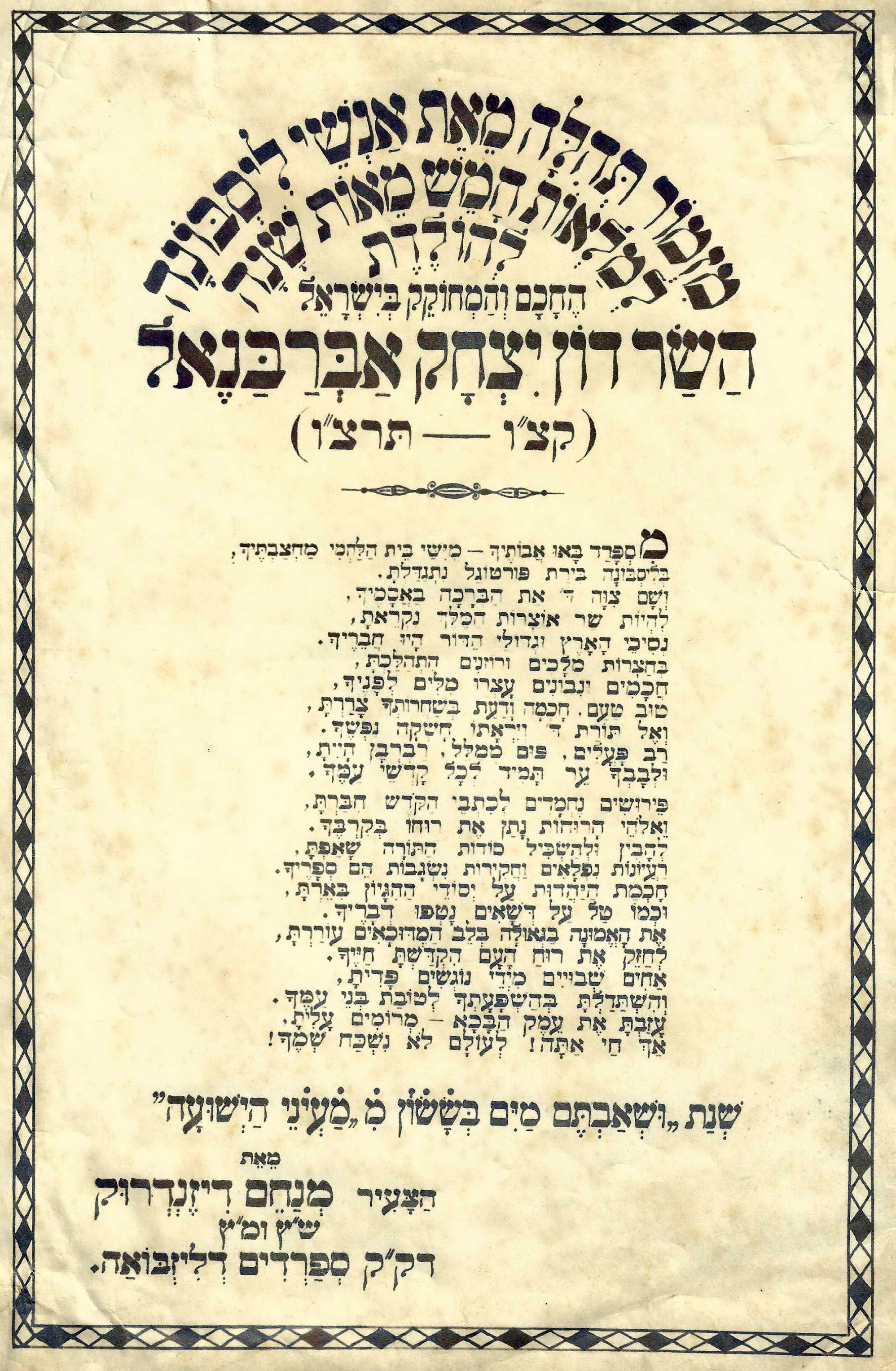
Uma poesia composta pelo rabino Diesendruck, em comemoracao do quinto centenário do nascimento de Don Isaac Abravanel. Lisboa 1936.

Em 1930 foi convidado pela comunidade sefardita existente em Lisboa para servir como seu líder espiritual na Sinagoga Shaaré Tikva, ao lado do rabino Abraham Castel, originario de Hebron. Após a morte do rabino Castel em 1944, serviu como rabino da comunidade até 1952. Dotado de um carácter carismático,  exerceu bastante influência sobre a juventude de sua comunidade nas áreas do judaísmo e do sionismo.
Durante a Segunda Guerra Mundial, foi nomeado representante honorário da Agência Judaica, do Keren Hayesod e do Keren Kayemet LeIsrael, para Portugal, Espanha e Marrocos (1940-1945) e presidente da Organização Sionista em Portugal (1940-1944). Nestes cargos, esteve envolvido nos esforços e ações desenvolvidas por aquelas entidades no auxílio dos refugiados judeus que chegavam a Portugal e se instalavam em Lisboa e em outras cidades vizinhas. Trabalhou também em cooperação com as organizações HIAS, Joint, que trabalharam em Portugal para salvar os refugiados.
Recebeu permissão especial para pesquisar os documentos históricos guardados no Arquivo Nacional da Torre do Tombo, relativos à história dos judeus em Portugal, em uma época na qual a consulta áqueles arquivos ainda não era permitida ao público em geral. Com o seu vasto conhecimento da língua hebraica e do judaísmo, contribuiu com investigadores locais que se dedicavam a estas áreas, sendo por isso nomeado membro honorário da Academia das Ciências de Lisboa. Entre outras coisas, participou na pesquisa bibliográfica sobre os livros hebraicos impressos em Portugal antes do século XVI (Incunábulos). Publicou uma série de estudos no campo da música judaica, como "O Judaísmo e a Música" (1937), "As Coplas Sefarditas" (1938) e etc.
No início dos anos 30, quando a cantora lírica e musicóloga Emma Romero da Câmera Reis, promovia shows e recitais nos quais novos compositores interpretavam músicas estrangeiras, Diesendruck colaborou com apresentando-se em uma série de concertos, interpretando canções em hebraico e em iídiche. Destacou-se como cantor de obras clássicas em apresentações que receberam cobertura da mídia nos jornais da época. Foi nomeado membro honorário da Associação Nacional de Música de Câmara e do Conservatório Nacional de Lisboa, onde interpretou as obras dos compositores Schumann, Schubert, Dvožak e Mahler .

## No Brasil
No final de 1952, o rabino Diesendruck foi chamado a São Paulo, Brasil, para administrar o colégio "Beit-Chinuch" e o ginasio "Yavne".
Entre 1956-1959, atuou como rabino da comunidade sefardita de São Paulo; Entre 1959-1964, foi rabino na Congregação Israelita Paulista, em sua ala ortodoxa. Desde 1964 e até sua morte, foi rabino da Congregação e Beneficência Sefardi Paulista.
Foi membro de vários conselhos, entre outros da Confederação Israelita do Brasil, da Federação Israelita do Estado de São Paulo, da Organização Sionista do Brasil (foi vários anos vice-presidente da Histadrut) e do Movimento "Mizrachi". Participou de varias reuniões que encorajavam o diálogo inter-religioso, nos quais ele representou o judaísmo e a comunidade judaica. Foi co-fundador e consultor permanente do Conselho de Confraternização Cristã-Judaica. Em reconhecimento aos seus serviços prestados e à sua atividade pública, em dezembro de 1963 recebeu da Câmara Municipal de São Paulo o título de "Cidadão Paulistano". 
Publicou diversos artigos sobre temas judaicos em periódicos nacionais e internacionais e ministrou palestras em diversos fóruns na área de ética, filosofia e literatura judaica. Pouco antes de sua morte em 1974, completou seu livro de sermões sobre as porcoes semanais da Torá, que foi publicado em português em 1977, sob o nome de Sermões (segunda edição: 2011).

## Sua familia
Seu tio, irmão de sua mãe, foi o filósofo Prof. Zvi Diesendruck, de Cincinnati. Outro tio, Dr. Moshe Wundermann, foi rabino da congregacao "Mikedash Me'at" de Viena, um dos fundadores da agência do movimento "Mizrachi" e de uma escola judaica particular em Stryi. Foi tambem um dos primeiros professores em Stryi, que ministoru aulas de hebraico com pronúncia sefardita. 
Deixou tres filhos: Arnold Diesendruck (falecido em 2017), empresário e autor de um livro sobre os anusim de Portugal na era moderna;  Lilly Diesendruck, pintora e artista, e Elhanan Diesendruck, empresário, ex-presidente da Walt Disney no Brasil. Seu neto, Gil Diesendruck, é professor titular de psicologia na Universidade Bar-Ilan. Seu bisneto, Charles Diesendruck, é professor associado de química no Technion .

## Suas publicações e escritos (seleção)
- M. Diesendruck, O Dia do regresso . Lisboa 1934
- M. Diesendruck, In Memoriam do Exmo. Sr. Rev. Abraham Castel , Lisboa 1944
- M. Diesendruck, Sermões, São Paulo 2011

Publicou varios artigos de opinião, entre outros:
- M. Diesendruck, "A época Dourada da Península Ibérica", Crônica Israelita, 16/8; 31/8; 16/9 1956
- M. Diesendruck, "A Obra de Samuel Schwarz (Célebre historiador dos cristãos-novos de Portugal)", Brasil-Israel, 40 (dezembro 1953), pp. 15-16"

Deixou vários ensaios manuscritos, incluindo:
- A filosofia judaica no período hispano-árabe
- O comércio dos judeus nos períodos bíblicos e talmúdicos
- Dom Isaac Abravanel
- Maimônides e sua Obra
- A eternidade do problema judaico

## Para leitura adicional
- Who's Who in World Jewry, New York 1965, p. 191
- Arnold Diesendruck, “Redescobrindo o rabino Diesendruck”, Resenha Judaica, Maio 1984, p. 26
- Samuel Levy, “Mendel (Menahem) Diesendruck”, Lúcia Liba Mucznik et. Al., eds., Dicionário do Judaísmo Português, Lisboa 2009, pp. 206-207